# Thomas Ferrier Burns
Thomas Ferrier Burns (21 de abril de 1906 - 8 de diciembre de 1995), editor y director de periódicos, fue una importante figura del mundo de la edición católica a mediados del siglo XX en Gran Bretaña. Es padre del periodista Tom Burns Marañón.

## Biografía
Nacido en Chile, con un padre escocés y una madre chilena pero educado en Inglaterra y en colegios de los Jesuitas, primero en el Wimbledon College y después en el Stonyhurst College. Su primer empleo, en 1926, fue en la recién creada casa editora Sheed & Ward. En 1935 pasó a Longman's. En Longman's apoyó el proyecto de Graham Greene's de escribir sobre la persecución de la Iglesia católica en México, lo que llevó directamente a The Lawless Roads (1939) (su título en Estados Unidos fue Another Mexico), e indirectamente a El poder y la gloria (1940).
De 1940 a 1944 fue agregado de prensa a las órdenes de Sir Samuel Hoare, embajador británico en España. En 1944 se casó con una española, Mabel Marañón, hija de Gregorio Marañón. La pareja tuvo tres hijos (uno de ellos es Tom Burns Marañón) y una hija.
De 1935 a 1985 Burns fue director de the Tablet Publishing Company, y de 1967 a 1982 del diario The Tablet. El acalorado debate en torno a la encíclica Humanae Vitae fue un primer desafío para él como director y Burns, citando a John Henry Newman, optó por seguir la línea de "primero la conciencia y después el Papa".
Se le concedió la Orden del Imperio Británico en 1983.

## Publicaciones
- Tom Burns, The Use of Memory: Publishing and Further Pursuits. London: Sheed & Ward, 1993. ISBN 0-7220-9450-7